# ElettroTreno ETR 200
El Elettro Treno ETR 200 (en italiano: Elettro Treno Rapido, del italiano Tren Rápido Eléctrico), fue un tren de alta velocidad creado en Italia, que batió un Récord Mundial de velocidad para trenes en 1939. Este tren fue el primer tren comercial de alta velocidad.

## Historia

### Inicios
El primer ejemplar de este ETR fue hecho por la Società Italiana Ernesto Breda en 1936, con tres unidades dotadas del motor de potencia eléctrica "T 62-R-100". En 1930 en Italia había electrificado parte de sus tendidos, siendo el de mayor relevancia el de la línea principal entre Milan-Bolonia-Florencia-Roma-Nápoles. En este se necesitaba un tren que aprovechara la velocidad y así hiciera del trayecto uno de los primeros en contar con servicios de alta velocidad de nivel comercial. El proyecto para hacer este tren fue iniciado en 1934 en el Instituto de Ingeniería del Politecnico di Torino.
Fue en la "Direttisima" Roma-Nápoles donde, en junio de 1938 que una unidad eléctrica ETR 201, de tres coches; la primera que alcanzó una velocidad ligeramente superior a los 200 km/h, en un trayecto especial. Más espectacular todavía fue un viaje realizado poco más de un año después con la misma unidad eléctrica ETR, que recorrió los 314 km que separan Florencia de Milán a la velocidad media de 164 km/h, habiendo alcanzado un máximo de 204 km/h. A bordo se encontraba el subsecretario Mario Jannelli, el director general de la FS y el ingeniero Luigi Velani y otros técnicos, así como periodistas italianos y extranjeros, que se refirieron al trayecto y al propio récord alcanzado, lo que le dio fama internacional a la FS.
En efecto, el 20 de julio de 1939 el ETR 212 (de la serie ETR 200) conducido por Alessandro Cervellati estableció el primer récord mundial de alta velocidad para trenes comerciales alcanzando y manteniendo por diez minutos los 204 km/h cerca de Milán., estableció un récord de velocidad en trenes (velocidad media en grandes distancias, y velocidad tope)

### Reconversión
Tras la guerra, las unidades de la serie ETR.200 fueron de las primeras en ser construidas como locomotoras de uso comercial, y tras el fin de la guerra, su servicio se hizo con el lugar más importante en la península italiana. Tras la llegada del Settebello, a fines del año 1959, y año en el que se vio la evolución directa de la serie: el ETR.300, cuyo recorrido era el de Milán-Roma en la época de invierno tras lo que los dos trenes Settebello fueron puestos en mantenimiento, perciò d'inverno la ruta de Laguna Roma-Venecia se realizó con los trenes llegados en 1959 y con la llegada en 1960 de la unidad ETR.250 "Arlecchino", la FS vio que las unidades del modelo ETR.200 ya eran parcialmente superadas por estos nuevos trenes. Por lo tanto, se inició la transformación de las unidades ETR.200, labor que se llevó a cabo entre 1960 y 1964 con la adición de una cuarta unidad, que en todo caso; siempre serían construidas en los talleres de la Breda.
Venían interconectadas por una cabeza, con un enlace de tipo fuelle para el paso intercomunicador, y añade un cuarto vagón de pasajeros, incrustado en la locomotora, pero éste no era corriente, ya que no estaba articulado como las demás unidades, aparte de que se decidió el no modificar o el hacerlo en lo menos posible para que el grupo de ETR.200 siguiera siendo compatible con las unidades más modernas. Las unidades del modelo ETR.220 también recibieron dichas mejoras, ya que la transformación se vio incluso en el diseño de pintura por razones de marca, por lo que incluyó un nuevo esquema de pintura (una de tono gris verdoso brumoso nuevos) lo que le dsitinguía como uno de los medios de ferrovía de tipo rápido de la gama magnolia en los Ferrocarriles de Italia.
En 1970, en cumplimiento de las nuevas normas de seguridad, se elimina la parte delantera de doble cristal y se le instala en su reemplazo un nuevo cristal blindado individual y el tercero faro superior. Entre 1966 y 1969 11 unidades se modificaron del estándar ETR.200 al ETR.220 P (Potenziato, Mejorada) con la instalación de nuevos vagones Z1040 y ZPM1040, y la transformación del cuarto elemento a ser remolcados al motor.
Entre 1970 y 1972 los otros 6 trenes eléctricos se transforman en unidades de AV (alta velocidad); además de los cambios de las unidades del tipo P, se añaden cambios mecánicos como el aumento en la relación de la transmisión (que de 34/50 pasó a 38/46) y otras mejoras a la repetición de la señal de frenado en la cabina, así como el aumento en la velocidad de tope (de 180 km / h desde los 160) que se obtuvo (en condiciones especiales) en los trenes eléctricos originalmente conntruidos bajo el estándar ETR.200.

### Final del servicio
En los años 80 se decidió transformar 6 trenes eléctricos AV ETR.240, con cambios en su mayoría internos: el más importante fue la transformación del sector de asientos del bar, que fue remozado en su interior junto con la supresión de la vista de los boogies, que se podían ver desde el exterior porque carecían de recubrimento alguno, algo heredado de su unidad original, la ETR.200. Pero, tras recortes en el financiamiento, se logró concluir las mejoras propuestas en sólo 5 de las 6 unidades originalmente propuestas, con lo que se sostuvo un anunciado cambio en las políticas dentro del sistema de servicios regulares.
A comienzos de 1988 las unidades AV ETR.240 estuvieron en el servicio expreso de Génova, la ruta Atesina (Milán Central-Merano) y los restantes trenes en los trayectos Génova-Venecia/Udine/Trieste. En 1990, el tren IC "Svevo", en servicio entre Milán Central y Trieste/Udine, por primera vez más es enganchado a más de tres vagones de triple tracción, como excepción a las normas en vigor, dado el éxito del servicio regular.
Los servicios oficiales de las unidades ETR.240 concluyen en 1991, mientras que los de las unidades ETR. 220 se suspenden de forma oficial en 1997, siendo sus últimos servicio los de trenes expresos entre Roma y Nápoles

### Sobrevivientes
La unidad ETR.232, titular del récord de velocidad en el año 1939 (con la denominación ETR.212) fue reparada y reconstruida, en los talleres del Parque Histórico de la FS. Actualmente esta unidad y su conjunto tractor es preservada en el Deposito Rotabili Storici di Pistoia, y aún dispone de un número de asignación oficial de la sociedad ferroviaria Trenitalia (la cual es su propietaria) dejando la administración de su servicio a la sociedad histórica "Italvapore" (Associazione Toscana Treni Storici) para su uso por parte de aficionados, coleccionistas ferroviarios que conocen de su historia, así como suele ser alquilado en comerciales, rutas turísticas y en recreaciones cinematográficas de películas ambientadas en la Italia de los años 40-60.